# Isola Nerpičij
L'isola Nerpičij (in russo остров Нерпичий, ostrov Nerpičij; in italiano "isola della foca") è un'isola russa che fa parte dell'arcipelago degli isolotti di Minin ed è bagnata dal mare di Kara.
Amministrativamente fa parte del distretto di Tajmyr del Territorio di Krasnojarsk, nel Distretto Federale Siberiano.

## Geografia, clima e flora
L'isola è situata nella parte nord-est dell'arcipelago che si trova a sua volta ad ovest della grande penisola del Tajmyr. Nerpičij è solo 2 km a nord-est dalla penisola di Minin (полуостров Минина), e si trova a sud della grande isola Kolosovych. Lo stretto Leningradcev (пролив Ленинградцев) si trova tra la penisola di Minin e Nerpičij, e, fra quest'ulktima e l'isola Kolosovych, c'è lo stretto Inej (пролив Иней).
Nerpičij ha vagamente la forma di una "V" rovesciata con il vertice rivolto a nord-ovest, ha varie baie e promontori. La lunghezza dalla punta settentrionale, capo Stvornyj (мыс Створный), alla punta sud-est, è di 11 km, mentre da nord a sud misura circa 10 km; al centro è larga 5 km.
La maggior parte dell'isola è bassa ma ha quattro rilievi: monte Nerpič'ja (гора Нерпичья), alto 43 m a sud; gli altri, senza nome, di 47 m d'altezza a nord, di 41 m a est e di 32 m al centro. Presso la costa, nella parte orientale, ci sono due piccoli laghi salati di origine lagunare.  Sul monte Nerpič'ja e l'altro colle di 47 metri ci sono dei punti geodetici.
Le coste sono piatte, la rada vegetazione è quella tipica della tundra, costituita da muschi, licheni, ed erba bassa. Il mare che circonda l'isola è coperto di ghiaccio per 8 mesi l'anno ed è ostruito da ghiacci anche durante l'estate; il clima è rigido con inverni lunghi.
L'isola fa parte della più grande riserva naturale della Federazione Russa, la Riserva naturale del Grande Artico.

## Isole adiacenti
- Isola Kolosovych (остров Колосовых), a nord.
- Isole Vchodnye (острова Входные; "isole d'ingresso"), 4 isole, di cui 2 senza nome, nello stretto Leningradcev (пролив Ленинградцев), ad ovest, tra Kolosovych e la penisola di Minin:
  - Isola Priglubnyj (о. Приглубный), che ha un'altezza di 9 m, (74°49′46.14″N 86°20′59.25″E).
  - Isola di Emel'janov (о. Емельянова), alta 17 m, (74°48′37.53″N 86°23′15.21″E).